# Sulu (Märjamaa)
Sulu – wieś w Estonii, prowincji Rapla, w gminie Märjamaa.